# 纳黎萱
颂德·帕·纳黎萱·玛哈拉（1555年/1556年—1605年4月25日），又称讪佩二世，暹罗阿瑜陀耶王国国王（1590年－1605年在位），中兴雄主，传说为泰拳的开创者。后世尊称为纳黎萱大帝。
原名帕那雷（พระนเรศ），出生于彭世洛，为控制当地的权臣瑪哈·探瑪拉差一世之子。1563年，阿瑜陀耶王国面臨缅甸东吁王朝国王勃印曩入侵，探瑪拉差选择向勃印曩投降，被扶植为傀儡国素可泰王国国王，但被迫交出包括帕那雷在内的两个儿子前往勃印曩的都城勃固为质。
在勃固，帕那雷同其他傀儡国的王子一同接受了缅甸和葡萄牙式的军事教育。1569年，勃印曩灭亡阿瑜陀耶王国，扶植探瑪拉差成为阿瑜陀耶傀儡国王。由于探瑪拉差同意献出自己的女儿Supankanlaya成为勃印曩的侍妾，帕那雷和弟弟“白王子”埃甲托沙羅一道獲釋回国。
回国后，帕那雷經父亲任命为素可泰国王，改名纳黎萱。1574年，纳黎萱参加了其父发起的针对万象的战争，但感染了天花，被迫撤军。 
1581年，勃印曩去世，其子南达勃因继位。1583年，阿瓦守将達多·敏紹（明史稱猛勺）在中国明朝的支持下发动反叛，缅甸陷入内乱。南达勃因命令纳黎萱出兵进攻阿瓦，但纳黎萱故意延缓行军速度，希望能让達多·敏紹和南达勃因两败俱伤。南达勃因立即觉察到纳黎萱的叛意，密令其擔任兒子副王敏基·蘇瓦攻击纳黎萱，并要求孟族首领Kiet和Ram袭击纳黎萱的后路，将其一举消灭。
但是Kiet和Ram主动将这一计划告知纳黎萱，并加入了纳黎萱的队伍，一同进攻空虚的勃固。在出发之前，纳黎萱举行仪式，正式宣布脱离缅甸独立。南达勃因得知消息后一鼓作气击败達多·敏紹，并立刻回师勃固。纳黎萱被迫主动撤退，但敏基·蘇瓦率军紧追不止。根据传说，在锡当河（Sittoung）东岸，纳黎萱以一支火箭准确射死了河西岸的缅军将领，使得缅军被迫撤退。
回国后，纳黎萱命令暹罗北部诸城全部坚壁清野，并取消了素可泰王国，以准备迎击南达勃因的报复。1584年，南达勃因派遣勃生领主率军入侵暹罗，但纳黎萱將之擊败。1586年，南达勃因在柬埔寨的支援下亲自率军进攻暹罗，前后围攻其首都阿瑜陀耶13个月之久，但始终不能攻克，被迫回师。
1590年，探瑪拉差去世，纳黎萱正式继位成为暹罗国王，称“讪佩二世”。同年，敏基·蘇瓦率领缅甸军队再次入侵暹罗，但遭到纳黎萱的突袭而败走。1592年，敏基·蘇瓦乘纳黎萱出兵柬埔寨之机，起倾国之兵再次来伐，纳黎萱被迫回师迎战，两军交战于廓沙拉。
据传说，在战斗的紧要关头，纳黎萱和其弟“白王子”的战象突然失去控制，直冲入缅军阵营，两人在緬甸副王的面前被围困。在此情况下，纳黎萱向緬甸副王发出个人挑战，一决生死，得到了敏基·蘇瓦的应允。最后，纳黎萱在象背上亲手刺死了敏基·蘇瓦，从而获得了整场战斗的胜利。当天是1593年1月18日，时至今日，该日仍然是泰國建軍日。
从此，暹罗掌握了战场的主动。1593年，纳黎萱攻占土瓦和丹那沙林，次年又占领毛淡棉和马都八，在孟加拉湾建立了自己的海军，并获得当地孟人的效忠。接着，纳黎萱又回师攻打柬埔寨，将其降为附属国，解决了后顾之忧。
1595年，纳黎萱进军勃固，但由于阿拉干国王派遣菲利佩·德·布里托率葡萄牙雇佣军援助南达勃因，加上清迈也在北部骚扰暹罗，未能得胜。不久之后，阿拉干、清迈等地相继背离南达勃因，清迈更是为了抵御老挝的进攻而接受了暹罗的宗主权。1599年，阿拉干、暹罗、东吁三国联军再次攻打勃固。由于孟人在东吁的游说下叛乱，纳黎萱被迫回师镇压叛乱，致使未能赶上勃固的陷落，没有瓜分到战利品。愤怒的纳黎萱转而攻打东吁，但未能获胜。
1605年，掸邦领主由于遭到阿瓦国王阿那毕隆的进攻，向纳黎萱求援。纳黎萱出兵赴援，但在途中病逝。其弟“白王子”埃甲托沙羅继位为王。

## 后世纪念
- 泰国建軍日，纪念廓沙拉战役
- 纳黎萱号，泰国皇家海军旗舰
- 纳黎萱大学，彭世洛的一所大学
- 纳黎萱大坝
- ，2007年摄制的一部泰国电影（台灣版將片中人名翻譯為納瑞宣）